# Následek trestného činu
Následek označuje v trestním právu porušení či ohrožení společenských (mezilidských, právních) vztahů, zájmů a hodnot, jež jsou objektem trestného činu, přičemž tato porucha nebo ohrožení je v příčinné souvislosti s jednáním relevantním z hlediska objektivní stránky daného trestného činu (jednoho z obligatorních znaků skutkové podstaty). Následek je jedním z obligatorních znaků objektivní stránky skutkové podstaty trestného činu, což znamená, že každý trestný čin musí mít následek. 
Následek je třeba důsledně odlišovat od účinku trestného činu, který se váže k hmotnému předmětu útoku a není znakem obligatorním.

## Rozdělení

### Podle povahy jednání
- následky poruchové – předpokladem spáchání trestného činu reálná změna (porucha) objektu. Tato změna může mít charakter poškození, útoku na veřejného činitele, omezení osobní svobody, způsobení smrti, aj. U trestných činů charakterizovaných poruchovým následkem nestačí k naplnění následku pouhé ohrožení objektu. Jsou označovány jako trestné činy poruchové.

- následky ohrožovací – ohrožovacím následkem jsou charakterizované trestné činy, kde k jejich dokonání postačí pouhé ohrožení objektu bez nutnosti jeho poruchy. Např. ohrožení pod vlivem návykové látky, ohrožování mravnosti, obecné ohrožení, aj., které jsou označovány jako trestné činy ohrožovací.

### Podle druhu následků
- následek – jde o poruchu nebo ohrožení objektu, které je znakem základní skutkové podstaty trestného činu
- těžší následek – je znakem kvalifikované skutkové podstaty trestného činu, okolností podmiňující použití vyšší trestní sazby, případně okolností přitěžující. Pro svou závažnost podstatně zvyšuje nebezpečnost činu pro společnost. Je těžším následkem oproti následku, jehož způsobení předpokládá základní skutková podstata.
- jiný zvlášť závažný následek – tato kategorie následku vyvažuje škody na majetku, neboť ne vždy je vzniklá škoda opravdovým kvalitativním odrazem míry porušení objektu. Nebezpečnost stejného činu v různých podmínkách je různá (např. běžné vloupání oproti vloupání do domu, jehož obyvatelé byli evakuováni z důvodu záplav jako mimořádné události), proto trestní zákon vymezil kategorii jiného zvlášť nebezpečného následku, pod který je možné tyto mimořádné případy subsumovat, aby nebezpečnost činu mohla být odpovídajícím způsobem vystižena. Je třeba dbát určité proporcionality, neboť jiný zvlášť závažný následek se svou intenzitou musí blížit majetkové újmě, jíž má svou podstatou nahradit.
- škodlivý následek – je svým charakterem souborem všech ostatních následků, ať už primárních, sekundárních, zaviněných i některých nezaviněných. Má význam pro možné uplatnění okolnosti způsobující zánik trestnosti – účinná lítost a je kategorií pro posouzení naplnění polehčující okolnosti.
- zvlášť těžký a těžko napravitelný následek – tento následek existuje pouze ve formě poruchy. Je předpokladem pro uložení výjimečného trestu odnětí svobody na doživotí.

### Podle výše škody
U majetkových trestných činů je následek kvantifikován způsobením škody v určité výši (rozsah následku), která je vymezena v § 138 odst. 1 TZ:
- škoda nikoli nepatrná – škoda dosahující částky nejméně 10 000 Kč
- škoda nikoli malá – škoda dosahující částky nejméně 50 000 Kč
- větší škoda – škoda dosahující částky nejméně 100 000 Kč
- značná škoda – škoda dosahující částky nejméně 1 000 000 Kč
- škoda velkého rozsahu – škoda dosahující částky nejméně 10 000 000 Kč